# Noyelles-lès-Vermelles
Noyelles-lès-Vermelles is een gemeente in het Franse departement Pas-de-Calais (regio Hauts-de-France). De plaats maakt deel uit van het arrondissement Béthune. Noyelles-lès-Vermelles telde op 1 januari 2022 2.278 inwoners.

## Geografie
De oppervlakte van Noyelles-lès-Vermelles bedroeg op 1 januari 2022 2,53 vierkante kilometer; de bevolkingsdichtheid was toen 900,4 inwoners per km².

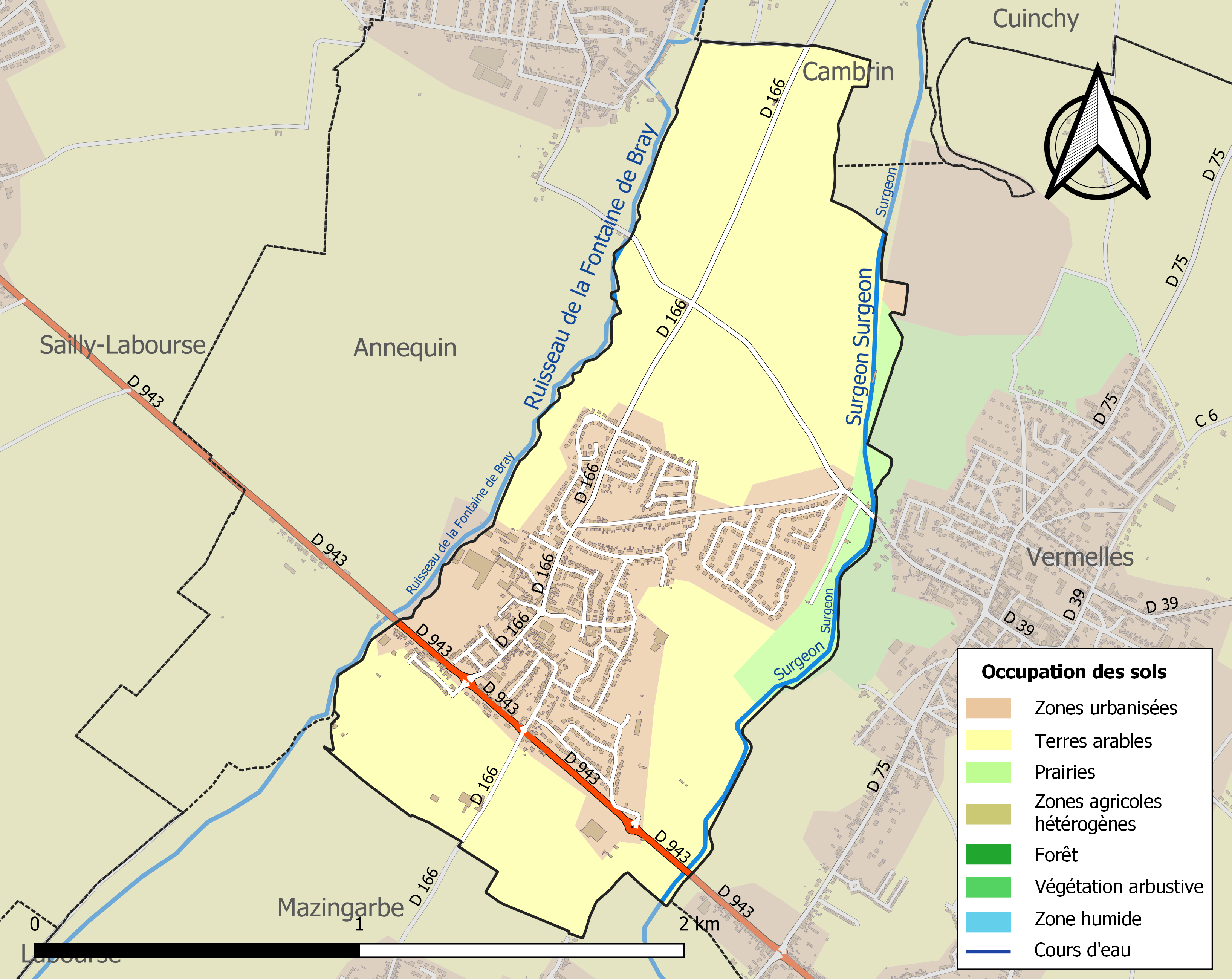
Kaart van de gemeente met belangrijkste infrastructuur, bodemgebruik en omliggende gemeenten

## Demografie
Onderstaande figuur toont het verloop van het inwonertal (bron: INSEE-tellingen).